# Geistliche Kriegsführung
Geistliche Kriegsführung (auch: Geistliche Kampfführung, von englisch spiritual warfare) ist eine religiöse Idee, Vorstellung und Konzept, die eine lange Tradition und vielfältige Praxis unter Christen, in christlichen Gemeinschaften und in Kirchen haben. Ende der 1980er Jahre wurden sie in der „dritten Welle“ der neucharismatischen Bewegung entwickelt wurde. International ist das Konzept besonders mit dem Namen von Charles Peter Wagner (1930–2016) verbunden. Ein Hauptvertreter des spiritual warfare im deutschsprachigen Raum ist Wolfhard Margies, Gründer und Seniorpastor der Freikirche Gemeinde auf dem Weg in Berlin. Mittlerweile wird der Begriff „Kriegsführung“ zwar nicht mehr oft verwendet, das Konzept als solches steht aber weiterhin hinter vielen Aktionen und Gebetsinitiativen aus dem neucharismatischen Spektrum.

## Das Konzept
Vertreter der Geistlichen Kriegsführung gehen davon aus, dass dämonische Mächte (sogenannte Territorialgeister und -mächte) bestimmte geographische Regionen beherrschen. Diese müssten besiegt werden, bevor die Menschen, die dort leben, mit dem Evangelium erreichbar seien. Manchmal ist dies mit der Vorstellung gepaart, durch Geistliche Kriegführung direkt auf gesellschaftliche und politische Entwicklungen Einfluss nehmen zu können; z. B. ist die Initiative Fürbitte in Deutschland der Meinung, durch ihre Intervention 1988 den Negativtrend der deutschen Bevölkerungsentwicklung umgekehrt zu haben. Der Fall der Berliner Mauer wird von einigen Gruppen als Erfolg Geistlicher Kriegführung angesehen. Bei der defensiven Variante des spiritual warfare geht es darum, Städte durch „geistliche Grenzpatrouillen“ zu schützen. Die Initiative Wächterruf organisiert ein Netzwerk mit dem Ziel einer „ununterbrochenen Gebetsabdeckung“ Deutschlands.
Geistliche Kriegsführung ist kein biblischer Begriff, wird aber häufig mit der „Geistlichen Waffenrüstung“ in Eph 6,14-17  in Verbindung gebracht. Demnach stehen die Utensilien eines Kriegers – Gürtel, Brustpanzer, Schuhwerk, Schild, Helm und Schwert – als Metaphern für Wahrheit, Gerechtigkeit, Vorbereitung, Glaube, Errettung und das Wort Gottes als Werkzeuge gegen dämonische Mächte. Origenes argumentiert damit im militärischen Duktus gegen jegliche militärische Gewalt (vgl. Kriegsdienstverweigerung#Spätantike). Dämonen sind nach biblischer Lehre gefallene Engel, die mit ihrem eigenen Wesen irdische Körper befallen können. Anschaulich dargestellt wird dies am Beispiel des Besessenen im Tempel, dessen Geist auf Jesu Geheiß ausfahren muss (Mk 1,21-28 ) und dem „Wirtswechsel“ einer ganzen Dämonenschar von zwei Besessenen in eine Schweineherde, die sich daraufhin sofort in einem See ertränkt (Mt 8,28-34 ). Dieser Priorität folgend spricht Jesus einen Gelähmten zuerst von seinen Sünden frei, bevor er ihn heilt (Mt 9,1-8 ). Während also die Bibel Heilung ebenso wie das Überwinden böser Kräfte als „geistlichen Kampf“ versteht, sind territoriale Geister bzw. Dämonen, die über ein Gebiet herrschen (egal ob lokal, regional oder ganze Nationen) den Autoren des Neuen Testaments völlig unbekannt. Deshalb wird der Gedanke an Territorialgeister von den Kirchen als unbiblisch abgelehnt.

### Methodik

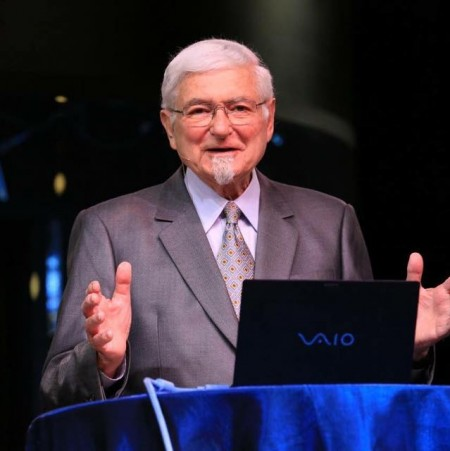
Charles Peter Wagner (2016)

Von Charles Peter Wagner stammt eine angeblich erlernbare Methodik der Geistlichen Kriegsführung, die sechs Schritte vorsieht:
1. Das Gebiet wird ausgewählt. Für ein großes Gebiet (z. B. „40/70-Fenster“ zwischen dem 40. und 70. nördlichen Breitengrad) werden „Gebetsarmeen“ aufgeboten.
2. Die Teilnehmer stellen Einheit untereinander her, insbesondere die Pastoren als „geistliche Torwächter“ eines Ortes müssen sich zusammenschließen.
3. Darauf aufbauend, sollen sich auch die verschiedenen christlichen Gemeinden zum Zweck des spiritual warfare in einer Region verbinden.
4. Die Beter bereiten sich auf den anstehenden spirituellen Kampf durch persönliche Heiligung vor.
5. Christen mit prophetischer Begabung lokalisieren und identifizieren die in diesem Gebiet anzutreffenden Dämonen, die dort herrschen (spiritual mapping).[12] Als deren Festungen werden z. B. Orte mit paganer oder nationalsozialistischer Vorgeschichte ausfindig gemacht.
6. Praktischer Gebetskampf, konkret als Gebetsmarsch: Die Gläubigen proklamieren Gottes Macht und befehlen den Dämonen zu weichen.[13]

### Theologische Grundmotive
Nach Peter Zimmerling sind drei Grundmotive charakteristisch für das Konzept der Geistlichen Kriegsführung. Obwohl Kämpfe mit Dämonen von verschiedenen Personen der Kirchengeschichte bekannt sind, beispielsweise von den Wüstenvätern, handelt es sich hierbei um etwas Neues:
- Mit der ganzen charismatischen Bewegung geht man davon aus, dass Dämonen das Schicksal von Menschen beeinflussen könnten. Die Besonderheit besteht aber darin, dass Territorialgeister und -mächte für Staaten, Städte, Bevölkerungsgruppen usw. identifiziert werden. Man stellt sich vor, dass Satans Reich hierarchisch gegliedert sei.
- Spiritual mapping zieht aus dieser Dämonologie die praktische Konsequenz. Damit konnte Wagner z. B. begründen, warum im mexikanischen Guadalajara nur wenige evangelikale Christen lebten: er identifizierte eine marmorne Windrose, die dort an einem öffentlichen Platz in den Boden eingelassen war, als „Thron des Satans“, von wo aus dieser seine Herrschaft über Guadalajara ausübe.[14]

- Zur geistlichen Kampfführung gehören Akte der Versöhnung zwischen Völkern. Wenn „Festungen“ nicht eingenommen werden, so kann das nach dem Konzept des spiritual warfare daran liegen, dass dämonische Mächte durch ungesühnte Schuld an diesen Ort gebunden sind. Bußakte sollen den Fluch der Schuld brechen.[8] So fühlte sich Wagner ermächtigt, durch stellvertretende Buße die Sünden der amerikanischen Nation gegenüber Japan zu tilgen.[15]

## Gebetsbewegungen und geistliche Kriegsführung
Das Gebetsverständnis des spiritual warfare (Gebiete könnten durch Gebet abgedeckt und geistliche Mächte damit vertrieben werden) ist ohne das militante Vokabular weit verbreitet. „Viele Gebetsinitiativen versprechen sich gesellschaftliche Veränderungen durch geistliches Bezwingen der Mächte, die ‚Böses‘ verursachen (z.B. Homosexualität, Abtreibung, auch Pluralismus und Humanismus) und ein ‚In-Existenz-Beten‘ der von Gott gewollten Ordnung.“

### Jesus-Märsche

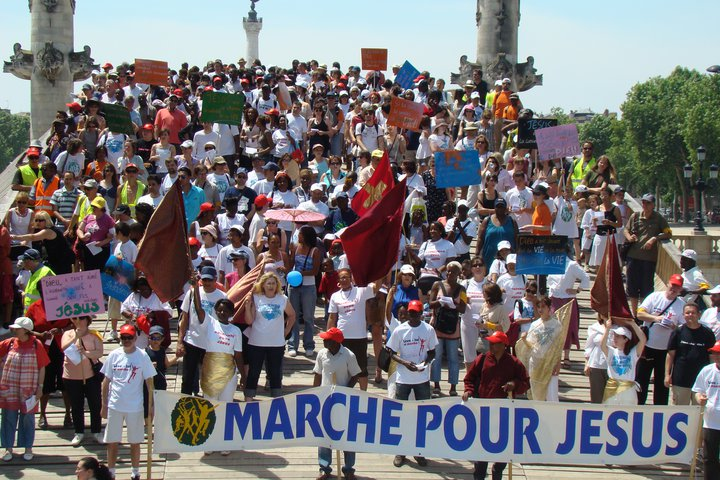
Jesus-Marsch, Bordeaux 2011

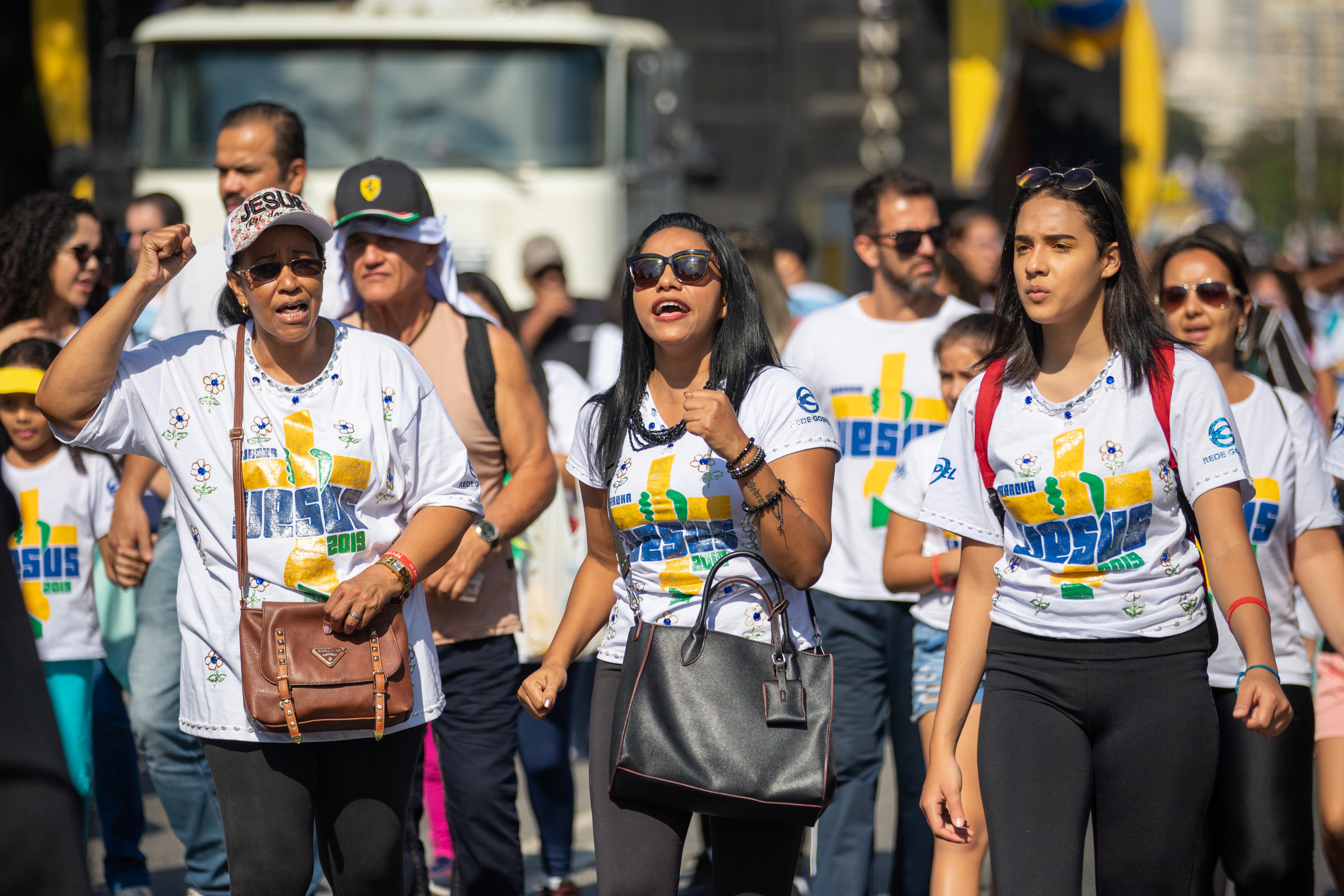
Jesus-Marsch, São Paulo 2019

Einen Impuls bekam Wagners Gebetsbewegung durch die „Fürbitte im Freien“, die seit Ende der 1980er Jahre in charismatischen Kreisen Großbritanniens praktiziert wurde: „Es finden alle möglichen Arten von Gebeten für eine Stadt, regionale, nationale, internationale Gebetswanderungen und -märsche, sogar weltweite ‚Jesus-Märsche‘ statt.“ Zweck eines Jesus-Marsches ist es, ein Land für Jesus einzunehmen. Widergöttliche Mächte würden in der Region, die der Marsch berührt, entmachtet, und Gott bekomme Raum, um sich dort zu manifestieren. Damit verbunden ist ein Bußakt, in dem die Teilnehmer um Vergebung für die Sünden der Väter bitten.
Öffentliche Bekanntheit erreichte die „Marsch für Jesus“-Bewegung durch zwei weltweit organisierte Bekenntnismärsche 1994 (nach Presseberichten insgesamt 10 Millionen Teilnehmer) und 1996 (12 Millionen Teilnehmer); in Deutschland fanden sie in Berlin statt. Siehe auch: Marsch für das Leben.

### Märsche des Lebens
Die TOS-Dienste e. V. in Tübingen führen in ganz Europa „Märsche des Lebens“ durch: Nachkommen von NS-Tätern bekennen die Schuld ihrer Vorfahren, Nachkommen von NS-Opfern verzeihen ihnen. Mehrere evangelische Landeskirchen (Nordkirche, Hessen-Nassau und Kurhessen-Waldeck, Bayern) sowie das Erzbistum München und Freising raten ihren Gemeinden von einer Teilnahme ab.
„Letztlich geht es hier um die neopentekostale Vorstellung der 'geistlichen Kriegsführung' (spiritual warfare), die eine hohe Affinität aufweist etwa zu Aktivitäten, bestimmte Gebiete 'freizubeten', in denen viele Muslime leben, da diese Gebiete durch den Islam als von dämonischen Mächten heimgesucht verstanden werden.“ Die Schritte der geistlichen Kriegsführung nach Wagner seien auch im Konzept der „Märsche für das Leben“ erkennbar.

## Politische Komponente

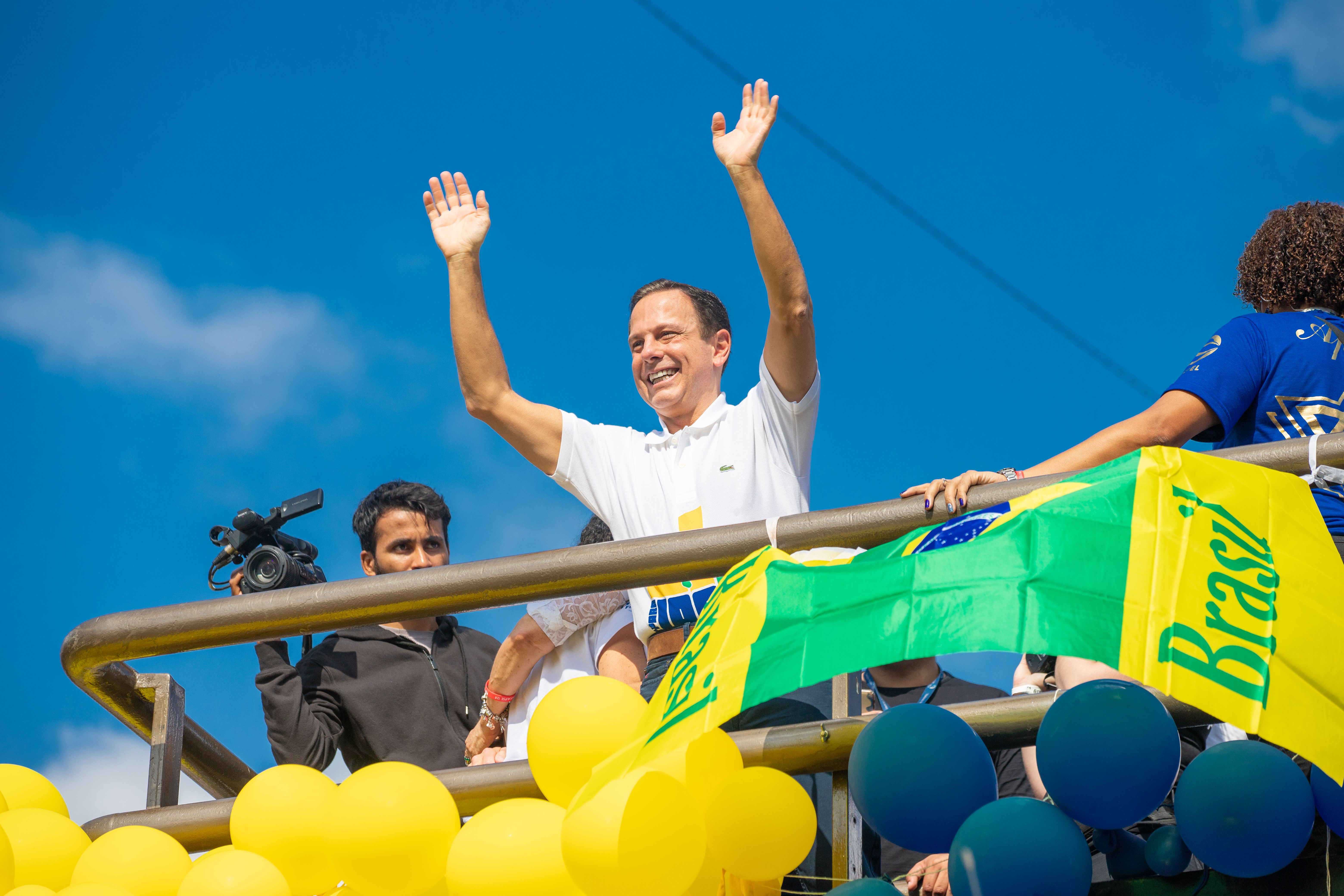
Der Gouverneur von São Paulo, João Doria, als Teilnehmer beim Jesusmarsch 2019.

In Staaten mit einem größeren pfingstlerischen Bevölkerungsanteil kann Geistliche Kriegsführung eine Mobilisierungsstrategie zur Durchsetzung einer politischen Agenda sein.
Beispiel Philippinen: hier wird spiritual warfare zwar oft in Zusammenhang mit an US-Interessen orientierten politischen Akteuren genannt, das muss aber nicht so sein. Butch Conde, Gründer der Megakirche Bread of Life, verband Geistliche Kriegsführung in den 1980er Jahren mit dem Kampf gegen die großen US-Militärbasen auf den Philippinen. Der Kirchengründer Wilde Estrada Almeda (Jesus Miracle Crusade) versuchte im Jahr 2000, mit zwölf weiteren „Gebetskriegern“ bei einer Geiselnahme von Abu Sayyaf gewaltfrei zu intervenieren (sogenannte Talipao Peace Mission). Die genauen Umstände der Geiselfreilassung und die Rolle eines militärischen Sondereinsatzkommandos dabei sind allerdings unklar. Jesus Miracle Crusade verbreitet die Version, die „Gebetskrieger“ hätten die Geiseln gewaltlos befreit.
Der Autor Bartholomäus Grill bezeichnete die Geistliche Kriegsführung im Zusammenhang mit dem Konflikt in Nigeria als „christlichen Dschihad“ und sieht in der aggressiven christlichen Mission eine Ursache für die Eskalation des Bürgerkriegs. In dem christlich-fundamentalistischen Strategiepapier AD 2000 and beyond wurde das sogenannte 10/40-Fenster, zwischen dem zehnten und vierzigsten Breitengrad, also die Kerngebiete des Islams, als „satanisches Bollwerk“ und „spirituelles Schlachtfeld des 21. Jahrhunderts“ deklariert.
In São Paulo, der größten Stadt Brasiliens, haben die jährlichen Jesusmärsche Tradition. Im Juni 2019 nahmen daran über eine Million Menschen teil, darunter Staatspräsident Jair Bolsonaro.

## Rezeption
Das Manila-Manifest (1989) der Lausanner Bewegung übernahm in Teil 5 („Gott der Evangelist“) das Konzept des spiritual warfare:

„Jede Evangelisierung beinhaltet einen geistlichen Kampf mit den Mächten und Gewalten des Bösen (spiritual warfare with the principalities and powers of evil), in dem nur geistliche Waffen siegen können. Dies sind vor allem das Wort und der Geist zusammen mit dem Gebet. Darum rufen wir alle Christen dazu auf, treu in ihrem Gebet für die Erneuerung der Gemeinde und für die Evangelisation der Welt einzutreten. Bei jeder wahren Bekehrung geht es um einen Kampf von Mächten, denen gegenüber die übergeordnete Autorität Jesu Christi unter Beweis gestellt wird (a power encounter, in which the superior authority of Jesus Christ is demonstrated).“

## Kritik
Innerhalb der charismatischen Bewegung ist spiritual warfare umstritten. Wolfram Kopfermann, einer der wichtigsten Vertreter dieser Bewegung in Deutschland, warf den Vertretern dieses Konzepts einen subjektiven, erfahrungsbezogenen Pragmatismus vor. Die Bibel verliere ihre Bedeutung als Korrektiv.
Als die amerikanische Organisation Global Harvest Ministries 2001 zum Gebetskampf gegen die „Königin des Himmels“ aufrief, eine Dämonin, die angeblich das „40/70-Fenster“ beherrsche (auch die von Katholiken verehrte Himmelskönigin Maria sei eine ihrer Masken), distanzierte sich das evangelikale Netzwerk Deutsche Evangelische Allianz und erklärte, es würden keine Gruppen unterstützt, die einen geistlichen Aufbruch mit „territorialer Kampfführung“ herbeiführen wollten. Dies seien „unbiblische Methoden.“
Von evangelisch-lutherischer Seite (VELKD) werden unter anderem folgende Kritikpunkte benannt: Die Vorstellung von Territorialgeistern und -mächten sei unbiblisch. Erst recht gelte das für die Vorstellung, dass böse Geister durch ungesühnte Schuld an einen Ort gebannt seien. „Die aggressive Grundhaltung und die Anmaßung, mit oder gar anstelle von Christus den Kampf mit dem Bösen aufnehmen zu können, stehen im Widerspruch zum Geist des Evangeliums.“ Ein Schuldzusammenhang zwischen Völkern sei ein komplexes Phänomen mit historischen, biografischen und psychologischen Aspekten, aber keine übernatürliche Realität, die mit einem Bußakt getilgt, und damit auch aus der Welt geschafft werden könne.
In ähnlicher Weise kritisierte die baptistische Theologin Andrea Strübind das Prinzip der „territorialen Kampfführung“: die dahinterstehende Dämonologie entbinde Gläubige davon, rationale Konfliktlösungen zu suchen. Die Souveränität Gottes werde in Frage gestellt, wenn beispielsweise durch Jesus-Märsche Territorien für Gott eingenommen werden sollten, damit er sich dort „freisetzen“ könne.